# Omeo
Omeo är en ort i Australien. Den ligger i kommunen East Gippsland och delstaten Victoria, omkring 250 kilometer öster om delstatshuvudstaden Melbourne. Omeo ligger 663 meter över havet och antalet invånare är 452.
Trakten runt Omeo är nära obefolkad, med mindre än två invånare per kvadratkilometer.. Omeo är det största samhället i trakten. 
Trakten runt Omeo består i huvudsak av gräsmarker. Genomsnittlig årsnederbörd är 1 071 millimeter. Den regnigaste månaden är juni, med i genomsnitt 164 mm nederbörd, och den torraste är juli, med 43 mm nederbörd.